# Symphlebia obliquefasciatus
Symphlebia obliquefasciatus là một loài bướm đêm thuộc phân họ Arctiinae, họ Erebidae.